# Апстиненцијална политика
Апстиненцијална политика је политика којом влада, црква, едукативне организације и друге институције подстичу људе да избегавају сексуалне односе до брака. Неке организације заговарају политику потпуног уздржавања од сексуалних односа до брака, док друге заговарају тзв. „апстиненцију плус” у којој се млади образују како да остваре смислен и сигуран секс касније у свом животу.